# Félix Édouard Guérin-Méneville
Félix Édouard Guérin-Méneville, também conhecido como FE Guerin, (12 de outubro de 1799, em Toulon – 26 de janeiro de 1874, em Paris ) foi um entomologista francês.

## Vida e trabalho

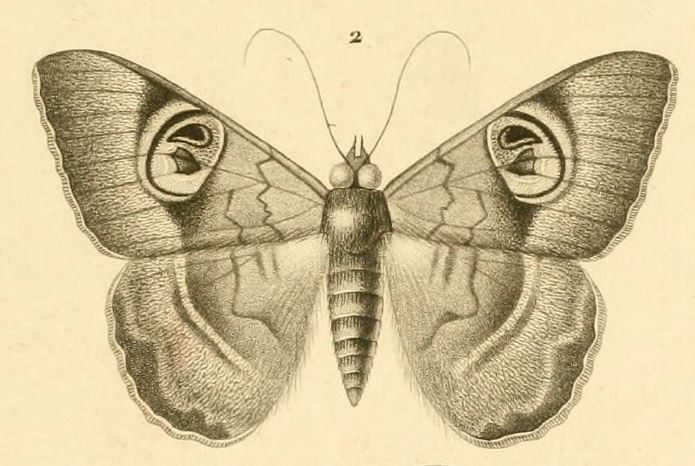
Cyligramma limacina, uma ilustração da Iconographie du Règne Animal de G. Cuvier 1829–1844 de Guérin. Ele descreveu a espécie em 1832.

Guérin-Méneville mudou seu sobrenome de Guérin em 1836. Ele foi o autor da obra ilustrada Iconographie du Règne Animal de G. Cuvier 1829–1844, um complemento ao trabalho dos zoólogos Georges Cuvier e Pierre André Latreille, Le Règne Animal, que ilustrou apenas uma seleção dos animais abordados . Cuvier ficou encantado com o trabalho, dizendo que seria muito útil para os leitores, e que as ilustrações eram "tão precisas quanto elegantes" .
Ele também introduziu bichos-da-seda na França, para que pudessem ser criados para a produção de seda .
Guérin-Méneville fundou várias revistas: Magasin de zoologie, d'anatomie comparée et de paléontologie (1830), Revue zoologique par la Société cuviérienne (1838), Revue et Magasin de zoologie pure et appliquée (1849), e Revue de séricicultura (1863). ). Ele foi editor do Dictionnaire Pittoresque d'Histoire Naturelle, publicado em Paris 1836-1839. Guérin-Méneville foi eleito presidente da Société Entomologique de France para o ano de 1846 .

## Legado
Guérin-Méneville é comemorado nos nomes científicos de dezenas de gêneros e espécies de insetos e outros organismos, incluindo pelo menos uma cobra .

## Obras

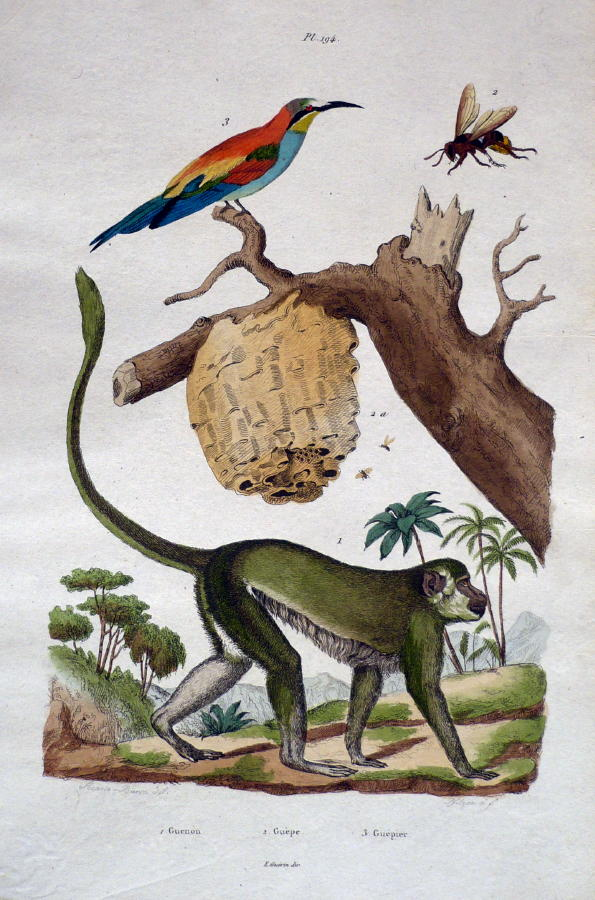
Ilustração do Dictionnaire Pittoresque d'Histoire Naturelle, Paris 1836–1839. Placa 194 "Guénon - Guepe - Guepier"

- Guérin-Méneville, Felix-Edouard. Iconographie du règne animal de G. Cuvier: ou, représentation d'aprés nature de l'une des espèces les plus remarquables, et souvent non encore figurées, de chaque gender d'amimaux. Avec un texte descriptif mis au courant de la science . Paris: JB Baillière, 1829-1844.
- Guérin-Méneville, Felix-Edouard (editor). Dictionnaire Pittoresque d'Histoire Naturelle, Paris, 1836-1839.